# Riccardo Antonelli
Riccardo Antonelli (Varese, 14 agosto 1988) è un ex cestista italiano.

## Palmarès
- Legadue: 1

Pallacanestro Varese: 2008-09